# Павлин Радев
Павлин Радев е български офицер.
Роден е в Симеоновград, област Хасково на 19 юни 1961 г. Негови родители са Чана Панайотова и Радьо Радев. Дядо му (по майчина линия) Панайот Костадинов е сред основателите на БЗНС през 1920-те години. Бил е кмет на село Васил Левски през 1950-те години.
Завършва основно образование в с. Бяло поле, област Стара Загора през 1976 г., като дотогава живее с родителите си в с. Васил Левски, област Стара Загора.
Средно образование получава в Техникума по механотехника в Стара Загора през 1980 г. През същата година е приет във Висшето народно военно училище „Васил Левски“ във Велико Търново. Завършва го (1984) и е произведен в звание лейтенант от Българската народна армия. Завършва Военна академия „Г. С. Раковски“ в София през 1995 г.
Започва военната си служба в гр. Девин, област Смолян и след 3 години продължава да служи в поделения в Стара Загора. Служи в редовете на Българската армия до края на 2003 г. През военната си кариера е заемал длъжности от началник на служба към щаб на полк до заместник-командир на поделение. През 2002 г. е произведен във военно звание „подполковник“.
През 2004 г. след спечелен конкурс в Областната администрация в Стара Загора е назначен на длъжност главен експерт по отбранително-мобилизационна подготовка в администрацията. През 2008 г. завършва успешно Стратегическия курс във факултет „Национална сигурност и отбрана“ на Военна академия „Г. С. Раковски“. Понастоящем работи в Областната администрация в Стара Загора.